# A magyar labdarúgó-válogatott 2013. október 15-i mérkőzése
A magyar labdarúgó-válogatott utolsó világbajnoki selejtező mérkőzése a 2014-es labdarúgó-világbajnokságra Andorra ellen volt 2013. október 15-én. A találkozó végeredménye 2–0 lett.

## Előzmények
A magyar labdarúgó-válogatottnak a Andorra elleni volt a 884. hivatalos mérkőzése, mely egyben a 2013-as esztendőben a kilencedik és egyben utolsó is volt. Ez volt a 2014-es vb selejtező utolsó mérkőzése. Mivel az előző, csúfos vereséggel végződő találkozó után Egervári Sándor lemondott a szövetségi kapitányi posztjáról, ezen az összecsapáson Csábi József megbízott szövetségi kapitányként irányította a magyar válogatottat.

## Helyszín
A találkozót a Budapesten, az Puskás Ferenc Stadionban rendezték meg nagyon szerény érdeklődés mellett, mindössze 1 800 néző előtt.

## Keretek
megjegyzés: A táblázatokban szereplő adatok a mérkőzés előtti állapotnak megfelelőek.
| Magyarország                                                      | Magyarország | Magyarország             | Magyarország | Magyarország | Magyarország | Magyarország         |
| Poszt                                                             | Név          | Születési idő és életkor | Vál.         | Gól          | Klub         | Utolsó válogatottság |
| ----------------------------------------------------------------- | ------------ | ------------------------ | ------------ | ------------ | ------------ | -------------------- |
| Szövetségi kapitány: Csábi József (megbízott szövetségi kapitány) |              |                          |              |              |              |                      |

| Andorra                            | Andorra | Andorra                  | Andorra | Andorra | Andorra | Andorra              |
| Poszt                              | Név     | Születési idő és életkor | Vál.    | Gól     | Klub    | Utolsó válogatottság |
| ---------------------------------- | ------- | ------------------------ | ------- | ------- | ------- | -------------------- |
| Szövetségi kapitány: Jesus Álvarez |         |                          |         |         |         |                      |

## A mérkőzés
| 2013. október 15. 20:00 (CET) |

| Magyarország                                                       | 2 – 0               | Andorra                                                                              |
| ------------------------------------------------------------------ | ------------------- | ------------------------------------------------------------------------------------ |
| Nikolics 52' Lima 76' (öngól) Devecseri 22' Mészáros 32' Koman 79' | (0 – 0) Jegyzőkönyv | 26' Lorenzo 39' Vieria 79' Moreira 80' Sonejee (80.) 87' San Nicolas 88′ San Nicolas |

| Puskás Ferenc Stadion, Budapest Nézőszám: 1 800 Játékvezető: Daniel Stefanski (lengyel) |

### Az összeállítások
| Csapatszínek | Csapatszínek | Csapatszínek |
| Csapatszínek |              |              |
| Csapatszínek |              |              |
|              |              |              |
| Magyarország |              |              |

| Csapatszínek | Csapatszínek | Csapatszínek |
| Csapatszínek |              |              |
| Csapatszínek |              |              |
|              |              |              |
| Andorra      |              |              |

Használt rövidítések (magyar rövidítés – angol rövidítés – poszt):
| - KA – GK – kapus - V – DF – hátvéd - S – SW – söprögető - JV – RB – jobb oldali védő - KV – CB – középső védő - BV – LB – bal oldali védő - JSZV – RWB – jobb szélső védő - BSZV – LWB – bal szélső védő | - KP – MF – középpályás - VKP – DM – védekező középpályás - BKP – LM – bal oldali középpályás - KKP – CM – középső középpályás - JKP – RM – jobb oldali középpályás | - JSZ – RW – jobb szélső - BSZ – LW – bal szélső - TKP – AM – támadó középpályás | - CS – ST, FW – csatár - JCS – RF – jobb oldali csatár - KCS – CF – középső csatár - BCS – LF – bal oldali csatár |

| MAGYARORSZÁG: |    |                   |                |
|               |    |                   |                |
| KA            | 12 | Király Gábor      | Csapatkapitány |
| V             | 3  | Vanczák Vilmos    |                |
| KP            | 6  | Elek Ákos         |                |
| KP            | 7  | Dzsudzsák Balázs  |                |
| CS            | 9  | Szalai Ádám       | 75'            |
| KP            | 10 | Koman Vladimir    | 79'            |
| V             | 14 | Devecseri Szilárd | 22' 46'        |
| V             | 17 | Mészáros Norbert  | 33'            |
| KP            | 18 | Stieber Zoltán    |                |
| CS            | 19 | Nikolics Nemanja  | 51'            |
| V             | 23 | Lipták Zoltán     | 46'            |
| Cserék:       |    |                   |                |
| KA            | 1  | Bogdán Ádám       |                |
| KP            | 5  | Pátkai Máté       |                |
| KP            | 8  | Varga József      | 46'            |
| CS            | 11 | Németh Krisztián  | 75'            |
| CS            | 15 | Lovrencsics Gergő |                |
| KP            | 16 | Gyömbér Gábor     |                |
| KP            | 20 | Hajnal Tamás      |                |
| V             | 21 | Korcsmár Zsolt    | 46'            |
| KA            | 22 | Megyeri Balázs    |                |
| Vezetőedző:   |    |                   |                |
| Csábi József  |    |                   |                |

| ANDORRA:      |    |                    |                |
|               |    |                    |                |
| KA            | 13 | Ferran Pol         |                |
| KP            | 2  | Cristian Martínez  |                |
| V             | 3  | Moisés San Nicolás | 87′, 88′       |
| V             | 4  | Óscar Sonejee      | Csapatkapitány |
| V             | 5  | Emili Garcia       |                |
| V             | 6  | Ildefons Lima      | 76' (öngól)    |
| KP            | 8  | Marcio Vieira      | 39'            |
| KP            | 9  | Gabriel Riera      | 63'            |
| KP            | 14 | Edu Peppe          | 79'            |
| KP            | 19 | Ivan Lorenzo       | 27' 86'        |
| V             | 21 | Marc Garcia        |                |
| Cserék:       |    |                    |                |
| KA            | 12 | Iván Perianes      |                |
| KP            | 7  | Luis Pinto         |                |
| CS            | 10 | Ludovic Clemente   | 86'            |
| KP            | 15 | Xavier Vieira      | 79'            |
| KP            | 17 | Victor Moreira     | 63' 79'        |
| CS            | 20 | Xavi Andorrá       |                |
| V             | 23 | Adrià Rodrigues    |                |
| Vezetőedző:   |    |                    |                |
| Koldo Álvarez |    |                    |                |

Asszisztensek:

Rafal Rostkowski (lengyel) (partvonal)

Krzysztof Myrmus (lengyel) (partvonal)

Negyedik játékvezető:

 Marcin Borski (lengyel)

## Statisztika
Tabella a mérkőzés után – a selejzető végeredménye
| Csapat       | M  | Gy | D | V  | G+ | G– | Gk  | P  |
| ------------ | -- | -- | - | -- | -- | -- | --- | -- |
| Hollandia    | 10 | 9  | 1 | 0  | 34 | 5  | +29 | 28 |
| Románia      | 10 | 6  | 1 | 3  | 19 | 12 | +7  | 19 |
| Magyarország | 10 | 5  | 2 | 3  | 21 | 20 | +1  | 17 |
| Törökország  | 10 | 5  | 1 | 4  | 16 | 9  | +7  | 16 |
| Észtország   | 10 | 2  | 1 | 7  | 6  | 20 | –14 | 7  |
| Andorra      | 10 | 0  | 0 | 10 | 0  | 30 | –30 | 0  |

## Örökmérleg a mérkőzés után
| Magyarország |           | Andorra |
| ------------ | --------- | ------- |
| 2            | Győzelem  | 0       |
| 0            | Döntetlen | 0       |
| 7            | Gólok     | 0       |
| 6/6          | Pontok    | 0/6     |
| 100%         | %         | 0%      |

### Összes mérkőzés
Győzelem
      Döntetlen
      Vereség
| No.       | Dátum         | Helyszín                          | Nézőszám | Mérkőzés     | Eredmény                       | Gólszerző(k)                                                        | Forrás |
| --------- | ------------- | --------------------------------- | -------- | ------------ | ------------------------------ | ------------------------------------------------------------------- | ------ |
| 1. (875.) | 2012. 09. 07. | Budapest, Groupama Aréna          | 1 100    | vb-selejtező | Andorra–Magyarország 0–5 (0–2) | Juhász 12', Gera 32' (11-esből), Szalai 54', Priskin 68', Koman 82' | [ 1 ]  |
| 2. (884.) | 2013. 10. 15. | Budapest, Puskás Ferenc Stadion   | 5 000    | vb-selejtező | Magyarország–Andorra 2–0 (0–0) | Nikolics 52', Lima 76'                                              | [ 2 ]  |
| 3. (913.) | 2016. 11. 13. | Budapest, Groupama Aréna          | 20 000   | vb-selejtező | Magyarország–Andorra 4–0 (2–0) | Gera 34', Lang 43', Gyurcsó 73', Szalai 88'                         | [ 3 ]  |
| 4. (917.) | 2017. 06. 09. | Andorra la Vella, Estadi Nacional |          | vb-selejtező | Andorra–Magyarország 1–0 (1–0) | Rebés 26'                                                           | [ 4 ]  |